# Teafuanonu
Teafuanonu – niewielka wyspa położona na Oceanie Spokojnym, w archipelagu Tuvalu, w północnej części atolu Nukufetau.